# Frederico III da Alemanha
Frederico III (Potsdam, 18 de outubro de 1831 – Potsdam, 15 de junho de 1888) foi o Imperador Alemão e Rei da Prússia por 99 dias em 1888, o Ano dos Três Imperadores. Era o único filho do imperador Guilherme I e foi criado na tradição familiar de serviço militar. Apesar de celebrado quando jovem por sua liderança e sucesso durante as guerras dos Ducados de Elba, a Austro-Prussiana e a Franco-Prussiana, ele declarou seu ódio ao conflito armado e foi elogiado por tanto amigos quanto inimigos por sua conduta humana. Depois da Unificação Alemã em 1871, seu pai, então Rei da Prússia, tornou-se Imperador Alemão. O trono passou para Frederico quando Guilherme morreu aos noventa anos em 9 de março de 1888. Ele estava sofrendo de câncer de laringe e morreu em 15 de junho, aos 56 anos, depois de vários tratamentos médicos para sua condição.
Frederico se casou em 1858 com Vitória, Princesa Real, a filha mais velha da rainha Vitória do Reino Unido. Os dois eram adequados ao outro; partilhavam uma ideologia liberal que os levou a procurar uma maior representação aos comuns no governo. Mesmo com o passado conservador militarista da família, ele desenvolveu tendências liberais por causa da influência de sua mãe, Augusta de Saxe-Weimar-Eisenach, seus laços com o Reino Unido e seus estudos na Universidade de Bonn. Como príncipe herdeiro, Frederico frequentemente se opôs ao conservador chanceler Otto von Bismarck, particularmente discursando contra a política de Bismarck de unir a Alemanha através da força e pedindo para o poder da chancelaria ser diminuído. Liberais tanto na Alemanha quanto no Reino Unido esperavam que ele como imperador transformasse o Império Alemão em um estado mais liberal.
Ele e a esposa eram grandes admiradores do príncipe Alberto de Saxe-Coburgo-Gota, o pai de Vitória. Planejavam governar como consortes, assim como Alberto e a rainha Vitória, e reformar aquilo que viam como falhas no poder executivo que Bismarck havia criado para si mesmo. O cargo de chanceler, responsável pelo imperador, seria substituído por um gabinete ao estilo britânico, com ministros responsáveis pelo Reichstag. A política do governo seria baseada no consenso do gabinete. Frederico "descreveu a Constituição Imperial como caos engenhosamente artificial".
Entretanto, sua doença o impediu de estabelecer políticas e medidas para alcançar seus objetivos, com as poucas ações que conseguiu tomar sendo depois revertidas por seu filho e sucessor Guilherme II. A época da morte de Frederico e a duração de seu reinado são importantes tópicos entre os historiadores. Sua morte prematura é considerada como um grande ponto de virada na história alemã. Ainda é muito discutido se Frederico teria sido capaz de deixar seu império mais liberal caso tivesse vivido mais.

## Vida pessoal

### Infância e educação

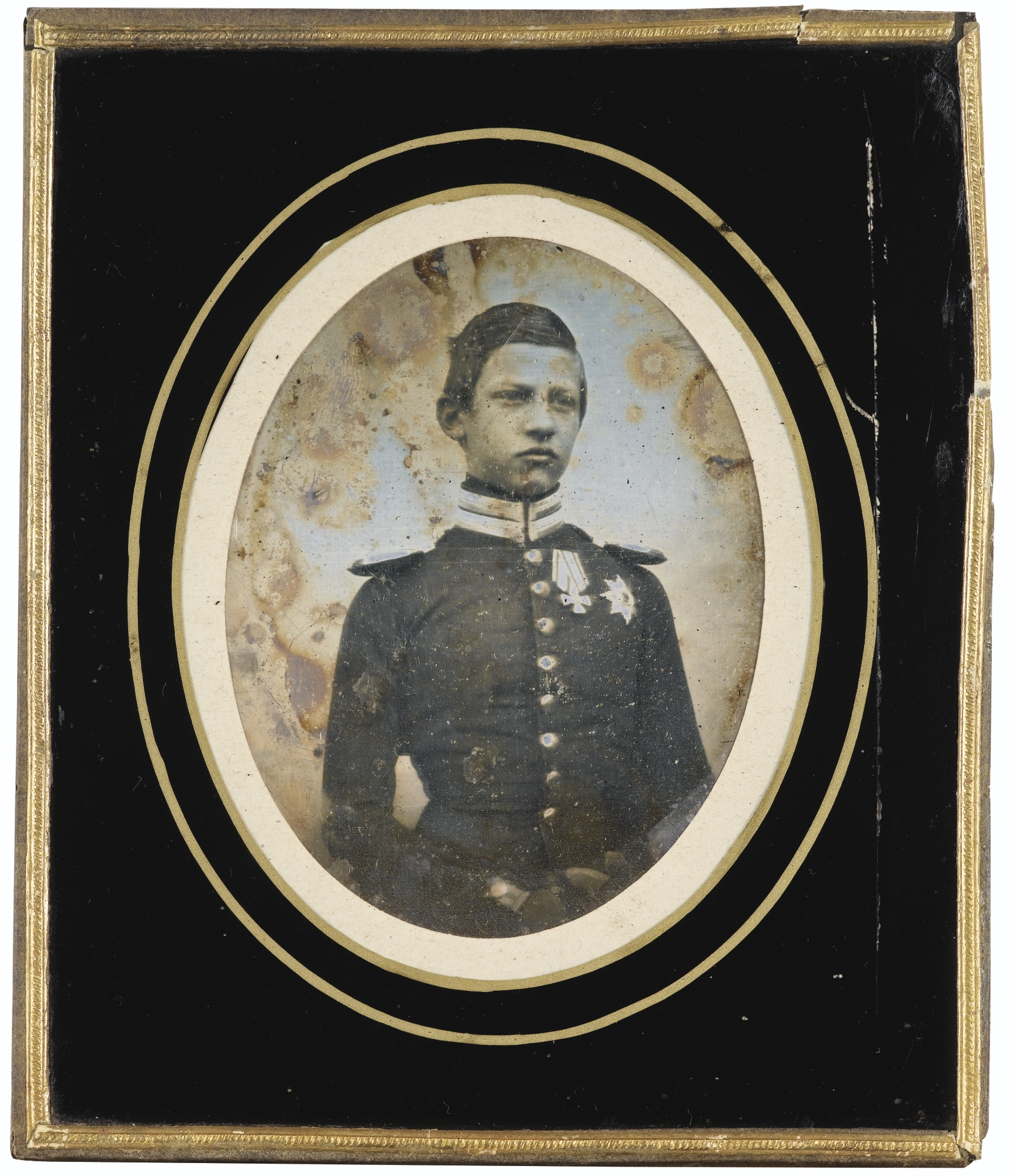
Frederico c. 1841.

Frederico Guilherme Nicolau Carlos, chamado por sua família simplesmente de Fritz, nasceu no Novo Palácio, Potsdam, Prússia, em 18 de outubro de 1831. Era o herdeiro da Casa de Hohenzollern, governantes da Prússia, então o mais poderoso dos estados germânicos. Seu pai, o príncipe Guilherme, era o irmão mais novo do rei Frederico Guilherme IV e, tendo crescido na tradição militar dos Hohenzollern, transformou-se em um rígido disciplinador. Guilherme apaixonou-se por sua prima Elisa Radziwiłł, uma princesa da nobreza polonesa, porém seus pais a consideravam inapropriada como noiva de um príncipe prussiano e pressionaram por uma parceira melhor. A princesa Augusta de Saxe-Weimar-Eisenach, a mulher escolhida para ser sua esposa, cresceu na atmosfera mais intelectual e artística de Weimar, que dava aos seus cidadãos uma maior participação política e limitava os poderes de seus governantes através de uma constituição; Augusta era conhecida por toda Europa por suas opiniões liberais. Por causa de suas diferenças intelectuais, o casal não teve um casamento feliz e Frederico acabou crescendo em uma casa conturbada, deixando-o com memórias de uma infância solitária. Ele tinha uma irmã, Luísa, oito anos mais nova e muito próxima dele. Frederico também tinha boa relação com seu tio o rei Frederico Guilherme, que já foi chamado de "o romântico no trono".
Frederico cresceu durante um tumultuado período político enquanto o conceito de liberalismo na Alemanha, que evoluiu durante a década de 1840, estava ganhando apoio entusiástico e amplo. Os liberais procuravam unificar a Alemanha e eram monarquistas constitucionais que desejavam uma constituição para garantir proteção igualitária perante a lei, a proteção da propriedade e a salvaguarda dos direitos civis básicos. No geral, os liberais queriam um governo controlado pela representação popular. Quando Frederico tinha 17 anos, esses sentimentos liberais e nacionalistas levaram a uma série de tumultos políticos pelos estados germânicos e em outros lugares da Europa. Na Alemanha, o objetivo era proteger liberdades, como a liberdade de reunião e a liberdade de imprensa, além da criação de um parlamento e constituição alemães. Apesar das revoltas não terem causado nenhuma mudança duradoura, os sentimentos liberais permaneceram uma força influente nas políticas alemães e na vida de Frederico.
Apesar do valor que a família Hohenzollern colocava na tradicional educação militar, Augusta insistiu que seu filho também tivesse uma educação clássica. De acordo, Frederico foi minuciosamente tutelado tanto nas tradições militares quanto nas artes liberais. Seu professor particular era Ernst Curtius, um famoso arqueólogo. Era um estudante talentoso, particularmente bom em línguas estrangeiras, tornando-se fluente em inglês e francês, também estudando latim. Ele estudou história, geografia, física, música e religião, excedendo em ginástica; como era requerido para um príncipe prussiano, ele tornou-se um bom equitador. Os príncipes de Hohenzollern conheciam as tradições militares de sua dinastia desde cedo; Frederico tinha dez anos quando foi comissionado como segundo-tenente no Primeiro Regimento de Guardas de Infantaria e investido com a Ordem da Águia Negra. Enquanto envelhecia, era esperado que ele se mantivesse envolvido em questões militares. Porém, Frederico quebrou a tradição familiar com dezoito anos ao entrar na Universidade de Bonn, onde estudou história, direito e políticas públicas e governamentais. Entre 1850 e 1852, em Bonn, seus professores incluíram Ernst Moritz Arndt e Friedrich Christoph Dahlmann. Seu período como universitário, junto com a influência de familiares menos conservadores, foram instrumentais para que abraçasse as crenças liberais.

### Casamento e família

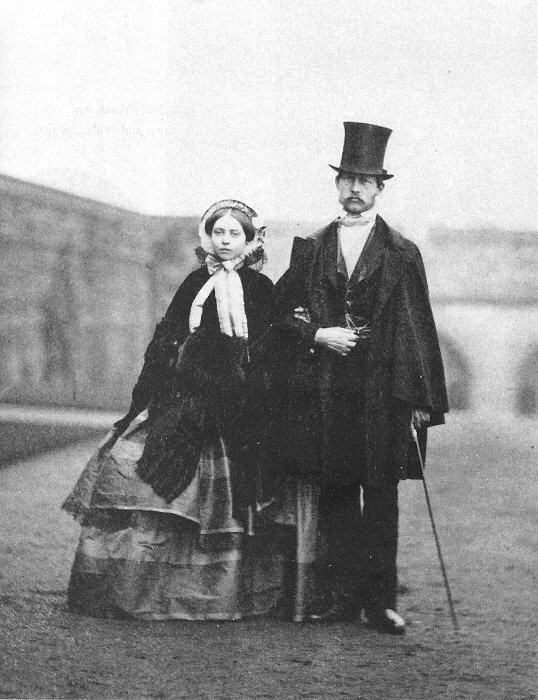
Vitória e Frederico em 29 de janeiro de 1858, quatro dias após o casamento.

Os casamentos reais do século XIX eram arranjados para garantir alianças e manter os laços de sangue entre as várias nações europeias. Por volta de 1851, a rainha Vitória do Reino Unido e seu marido, o príncipe Alberto de Saxe-Coburgo-Gota, começaram a planejar o casamento de sua filha mais velha, Vitória, Princesa Real, com Frederico. A dinastia real do Reino Unido era predominantemente germânica; havia pouco sangue britânico na rainha e nenhum em seu marido. Os dois desejavam manter suas relações familiares de sangue com a Alemanha, com Alberto também esperando que a união levasse à liberalização e modernização da Prússia. O rei Leopoldo I da Bélgica, tio da rainha e do príncipe, também era a favor do casamento; há muito ele perseguia a ideia de Christian Friedrich von Stockmar de uma aliança matrimonial entre o Reino Unido e a Prússia. O príncipe Guilherme, pai de Frederico, não tinha interesse na união, ao invés disso querendo uma grã-duquesa russa como nora. Entretanto, a princesa Augusta era muito a favor do casamento por aproximar mais seu filho do Reino Unido. Ela enviou Frederico à Inglaterra em 1851, ostensivamente para visitar a Grande Exposição mas na verdade esperando que o berço do liberalismo e da revolução industrial tivesse uma influência positiva nele. Alberto cerimoniou Frederico durante sua estadia no país, porém foi Vitória, então com apenas onze anos, quem guiou o príncipe prussiano pela exposição. Os dois logo começaram a se corresponder regularmente.
O noivado foi anunciado em abril de 1856 e o casamento ocorreu em 25 de janeiro de 1858 na capela do Palácio de St. James, Londres. Frederico foi promovido a Major-General do exército prussiano para marcar a ocasião. Apesar de ter sido um casamento arranjado, o casal era compatível desde o início e a união foi feliz; Vitória também teve uma educação liberal e partilhava as visões do marido. Dos dois, era Vitória quem dominava a relação. Eles frequentemente residiam em Kronprinzenpalais em Berlim e tiveram oito filhos: Guilherme em 1859, Carlota em 1860, Henrique em 1862, Segismundo em 1864, Vitória em 1866, Valdemar em 1868, Sofia em 1870 e Margarida em 1872. Segismundo morreu aos dois anos e Valdemar aos onze. Guilherme, seu filho mais velho, sofria de um braço atrofiado — possivelmente por causa de seu nascimento difícil e perigoso, apesar de também poder ser resultado de um caso leve de paralisia cerebral. Guilherme, que tornou-se imperador após a morte de Frederico, não tinha nenhuma das ideias liberais dos pais; sua mãe o via como "completamente prussiano". Essa diferença ideológica criou um distanciamento entre ele e os pais, com as relações dos três permanecendo tensas por todas suas vidas.

## Vida política

### Príncipe herdeiro

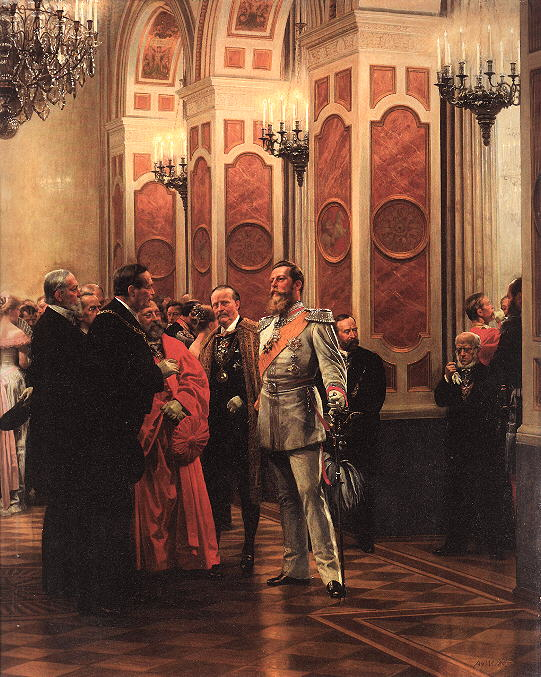
Guilherme dava poucas funções oficiais a Frederico, como comparecer a bailes e socializar com dignatários.

Quando seu pai ascendeu ao trono prussiano em 2 de janeiro de 1861 como Guilherme I, Frederico tornou-se príncipe herdeiro, aos 29 anos de idade. Ele permaneceria nessa posição por mais 27 anos. O novo rei era inicialmente considerado politicamente neutro; Frederico e os elementos liberais da Prússia esperavam que ele fosse inaugurar uma nova era de políticas liberais. Os liberais conseguiram aumentar sua maioria na dieta, a Landtag, porém Guilherme logo mostrou preferência pelos modos conservadores. Por outro lado, Frederico declarou-se em completo acordo com a "essencial política liberal para questões internas e estrangeiras".
Já que Guilherme era um soldado dogmático e improvável que mudasse de opinião aos 64 anos, ele frequentemente tinha conflitos políticos com a dieta. Uns dos desacordos em setembro de 1862 quase levou Frederico a ser coroado e substituir seu pai como rei; Guilherme ameaçou abdicar quando a dieta recusou financiar seus planos para uma reorganização militar. Frederico ficou alarmado por essa ação, afirmando que uma abdicação constituiria uma "ameaça para a dinastia, país e Coroa". Guilherme reconsiderou e seguiu o conselho do ministro da guerra Albrecht von Roon nomeando como primeiro-ministro Otto von Bismarck, que ofereceu-se para realizar a reforma militar mesmo contra a maioria da dieta. A nomeação de Bismarck, um autoritário que frequentemente ignorava ou sobrepujava a dieta, deixou Frederico em colisão com seu pai e levou a sua exclusão das questões de estado durante todo o reinado de Guilherme. Frederico insistia em "conquistas morais" sem derramamento de sangue, unificando a Alemanha por meios liberais e pacíficos, porém acabou prevalecendo a política do "sangue e ferro" de Bismarck. Seus protestos contra o governo de Guilherme chegaram ao ápice em Danzig (atual Gdańsk) no dia 4 de junho de 1863, quando em uma recepção oficial ele abertamente denunciou as restrições de Bismarck quanto à liberdade de imprensa. Dali em diante Frederico fez de Bismarck seu inimigo e deixou seu pai extremamente furioso. Consequentemente, ele foi expulso de todas as posições de poder político durante o reinado de Guilherme. Mantendo sua posição militar, Frederico continuou a representar a Alemanha e o imperador em cerimônias, casamentos e celebrações, como no Jubileu de Ouro da rainha Vitória em 1887.
Frederico era severamente repreendido por Guilherme por causa de suas ideias liberais, assim ele acabava passando grandes períodos de tempo no Reino Unido, onde a rainha frequentemente permitia que ele a representasse em cerimônias e funções sociais.

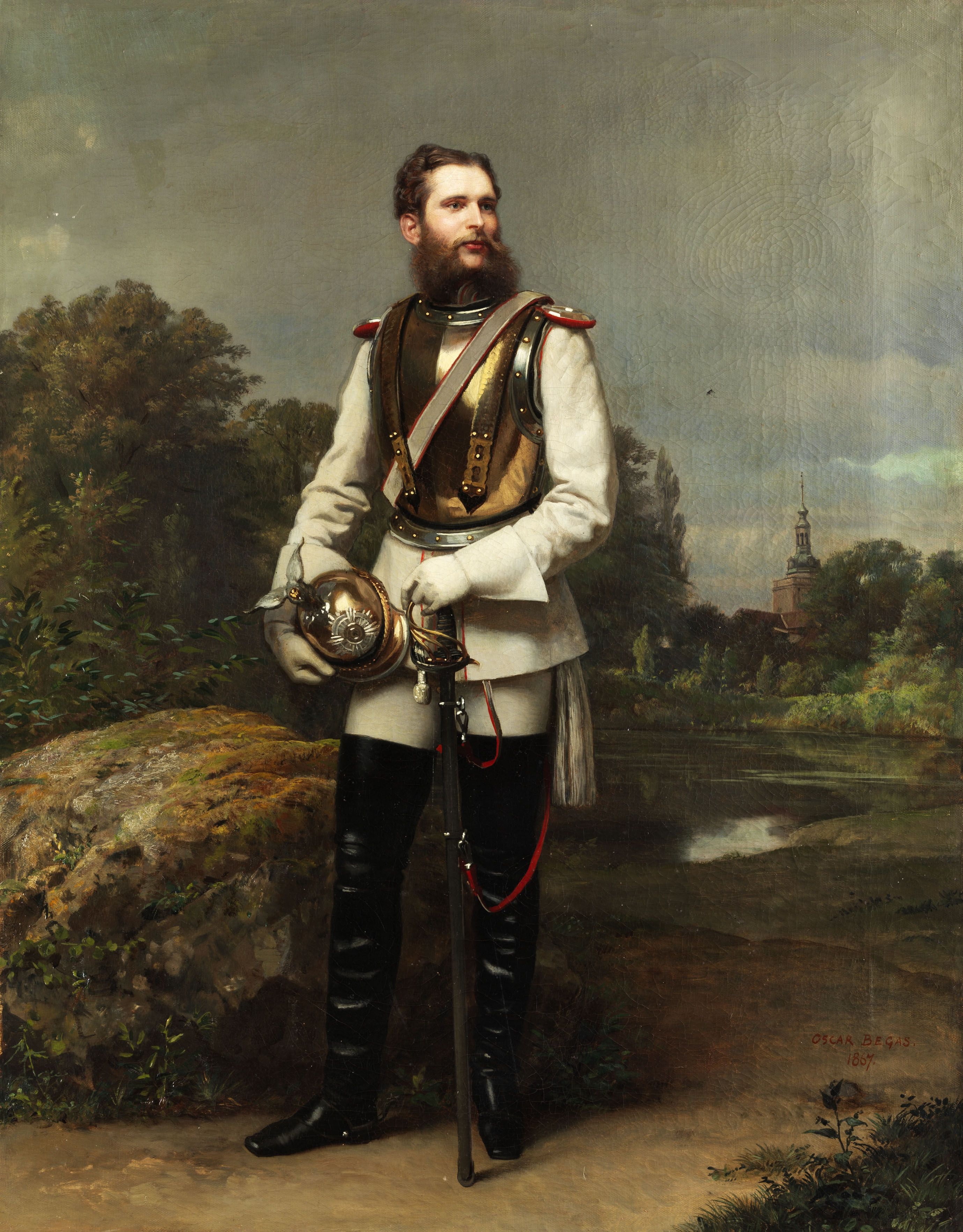
Frederico em 1867 como major-general, por Oscar Begas.

Frederico lutou em guerras contra a Dinamarca, Áustria e França. Apesar de ter sido contra ações militares em todos os casos, uma vez em guerra ele apoiou totalmente o exército prussiano e assumiu posições de comando. Já que não tinha nenhuma influência política, era a chance que tinha de provar-se. Frederico passou por seu primeiro combate na Guerra dos Ducados do Elba. Nomeado para supervisionar o marechal de campo Friedrich von Wrangel, o supremo comandante da Confederação Germânica, o príncipe herdeiro diplomaticamente lidou com as disputas entre Wrangel e outros oficiais. Os prussianos e seus aliados austríacos derrotaram os dinamarqueses e conquistaram a parte sul da Jutlândia, porém depois da guerra eles passaram dois anos em negociações políticas para assumir a liderança dos estados germânicos. Isso acabou culminando na Guerra Austro-Prussiana. Frederico "foi o único membro do Conselho da Coroa Prussiana a defender os direitos do Duque de Augustenberg e se opor à ideia de guerra contra a Áustria que ele descrevia como fratricídio". Apesar de ser a favor da unificação e restauração do império medieval, "Fritz não conseguia aceitar que a guerra era o jeito certo de unificar a Alemanha". Entretanto, ele aceitou o comando de um dos três exércitos prussianos assim que irrompeu a guerra contra a Áustria, tendo o general Leonhard Graf von Blumenthal como seu chefe de estado. A chegada oportuna de seu II Exército foi crucial para a vitória prussiana em 1866 na decisiva Batalha de Königgrätz, que encerrou a guerra favoravelmente à Prússia. Guilherme condecorou Frederico após a batalha com a Ordem Pour le Mérite por sua bravura pessoal no campo e liderança do II Exército. Mesmo assim, o derramamento de sangue o deixou muito consternado. Frederico escreveu à esposa alguns dias antes de Königgrätz, expressando esperanças de que essa seria a última guerra em que teria de lutar. Ele escreveu a Vitória novamente no terceiro dia de batalha: "Quem sabe se não tenhamos de travar uma terceira guerra a fim de manter o que já ganhamos?"
Quatro anos depois Frederico voltou ao combate, desta vez em 1870 na Guerra Franco-Prussiana, em que se juntou novamente com Blumenthal e comandou o III Exército, que consistia em tropas vindas dos estados germânicos do sul. Ele foi elogiado por sua liderança depois de derrotar os franceses nas batalhas de Wissembourg e Wörth, tendo mais sucessos na Batalha de Sedan e no Cerco de Paris. O tratamento humano que dava a seus inimigos lhe valeu o respeito e elogios de observadores neutros. Após a Batalha de Wörth, um jornalista de Londres testemunhou as muitas visitas do príncipe herdeiro a soldados prussianos feridos e elogiou suas ações, exaltando o amor e respeito que os soldados tinham por Frederico. Ele afirmou a dois jornalistas de Paris após sua vitória que "Eu não gosto de guerra, cavalheiros. Se eu vier a reinar nunca farei isso". Um jornalista francês comentou que "o príncipe herdeiro deixou incontáveis rastros de bondade e humanidade na terra contra a qual lutou". Por suas realizações, o The Times escreveu em julho de 1871 um tributo a Frederico, afirmando que "o príncipe ganhou tanta honra por sua gentileza quanto por suas proezas na guerra".

### Império Alemão e reinado

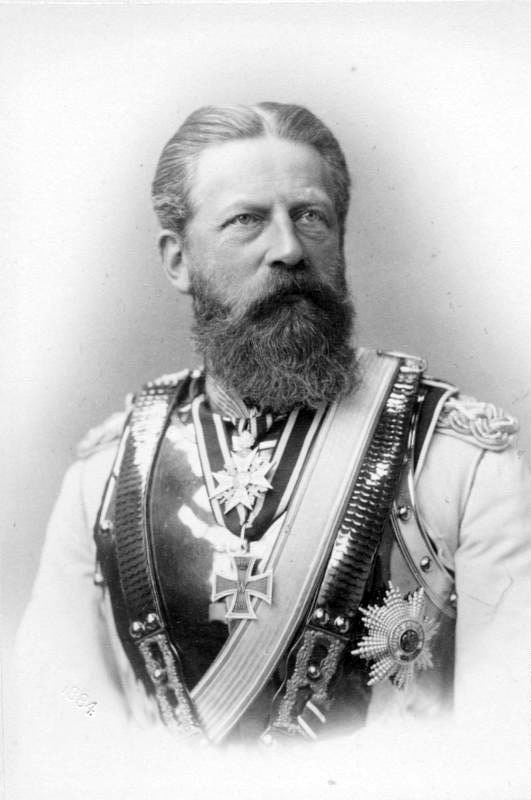
Frederico em 1875.

Depois das vitórias prussianas, os estados germânicos foram unificados em 1871 no Império Alemão, com Guilherme como imperador e Frederico como herdeiro aparente da nova monarquia alemã. Apesar de Guilherme acreditar que o dia em que se transformou em imperador foi o mais triste de sua vida, Frederico estava animado para testemunhar um grande momento da história alemã. O agora chanceler Bismarck não gostava do príncipe herdeiro e não confiava nas atitudes liberais de Frederico e Vitória. Frequentemente em conflito com as ações e políticas de seu pai e Bismarck, Frederico ficava do lado dos liberais do país, em oposição à expansão do exército imperial. O príncipe também se envolveu em vários projetos de trabalhos públicos, como o estabelecimento de escolas e igrejas na área de Bornstedt em Potsdam. Frederico foi nomeado como Protetor dos Museus Públicos para ajudar nos esforços de seu pai de transformar Berlim em um grande centro cultural; foi principalmente por causa dele que consideráveis coleções artísticas foram adquiridas, localizadas no novo Museu Imperador Frederico (atualmente o Museu Bode) após sua morte. Quando Guilherme ficou incapacitado em 1878, depois de um ferimento em uma tentativa de assassinato, Frederico brevemente assumiu suas funções mas logo foi relegado para segundo plano novamente. Sua falta de influência muito o afetava, até fazendo-o contemplar o suicídio.

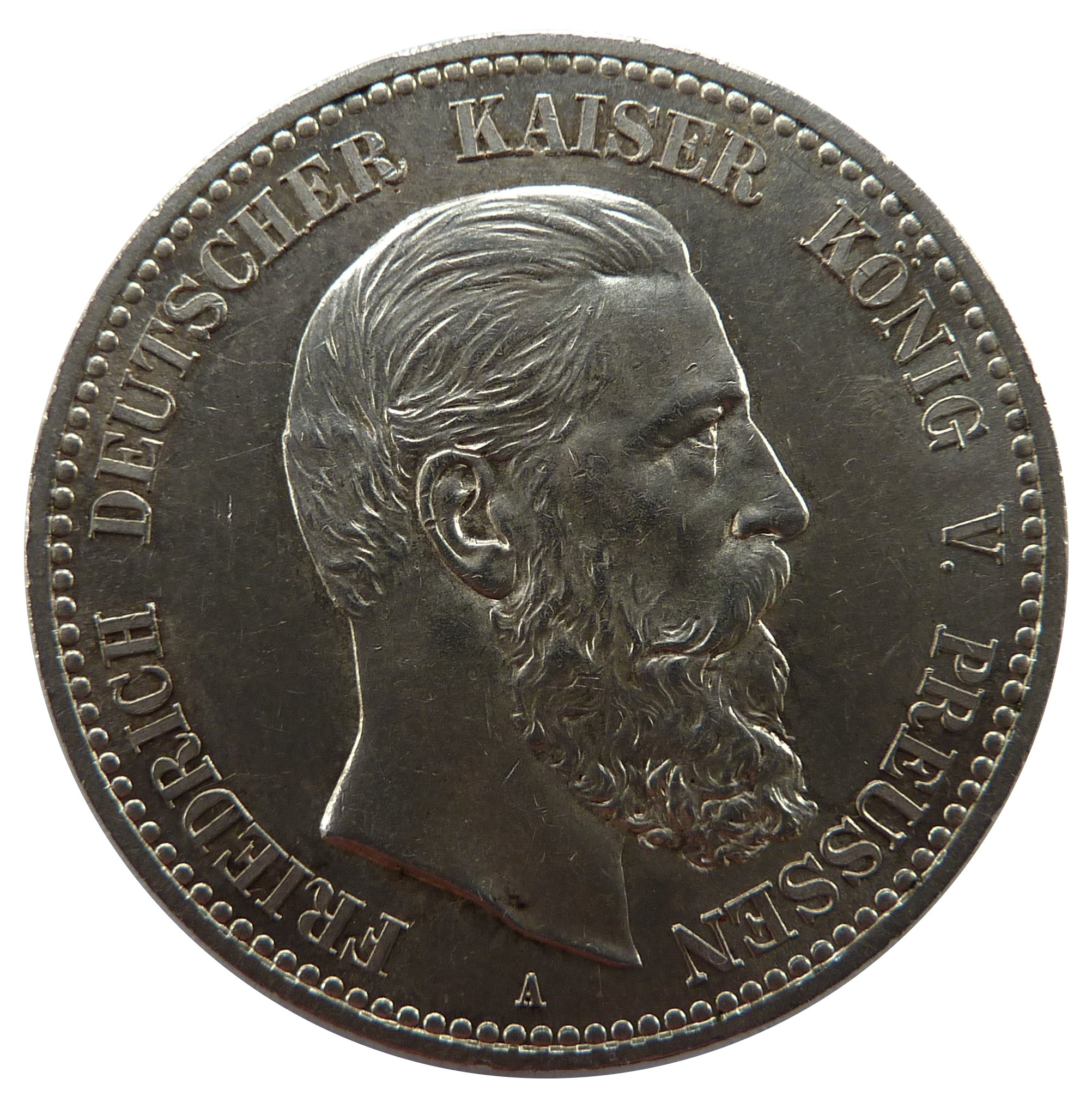
Moeda de cinco marcos de Frederico.

Os elementos progressivos da Alemanha esperavam que a morte de Guilherme e a ascensão de Frederico levassem o país a uma nova era governada pelas linhas liberais. Entretanto, o conservador Guilherme teve uma vida longa e morreu com noventa anos em 9 de março de 1888. Seguindo a lógica, Frederico deveria assumir o nome régio de "Frederico I" (se o império criado por Bismarck fosse considerado uma nova entidade) ou "Frederico IV" (se fosse considerado uma continuação do antigo Sacro Império Romano-Germânico, que teve três imperados chamados Frederico); o próprio preferia a segunda opção. Porém, seguindo o conselho de Bismarck de que isso causaria problemas legais, ele optou simplesmente por manter o mesmo nome régio que teria como Rei da Prússia: Frederico III. Na época em que ascendeu ao trono, Frederico tinha 56 anos de idade e estava sofrendo de um debilitador câncer de laringe. Ele via sua doença com desalento, chorando "Em pensar que eu tenha uma doença tão horrível e repugnante […] Eu tinha tanta esperança de ser útil para o meu país". Ele recebeu conselhos médicos conflitantes sobre o tratamento. Na Alemanha, o doutor Ernst von Bergmann propôs remover completamente a laringe, porém seu colega doutor Rudolf Virchow discordava; tal operação nunca havia sido realizada sem a morte do paciente. O médico britânico sir Morell Mackenzie, que diagnosticou a doença, aconselhou uma traqueostomia, do que Frederico e Vitória eram a favor. Em 8 de fevereiro, um mês antes da morte de Guilherme, uma cânula foi colocada para permitir sua respiração; Frederico ficou sem conseguir falar pelo restante de sua vida e frequentemente se comunicava através da escrita. Durante a operação, o dr. Bergmann quase o matou ao errar a incisão na traqueia e forçar a cânula no lugar errado. Frederico começou a tossir e sangrar e Bergmann colocou seu dedo indicador na ferida para aumentá-la. O sangramento parou depois de dois meses, porém as ações do médico resultaram em um abscesso no pescoço, produzindo pus e criando desconforto para o imperador durante seus últimos meses de vida. Mais tarde ele perguntaria "Por que Bergmann colocou seu dedo em minha garganta?" e reclamaria que "Bergmann [me] tratou mal".

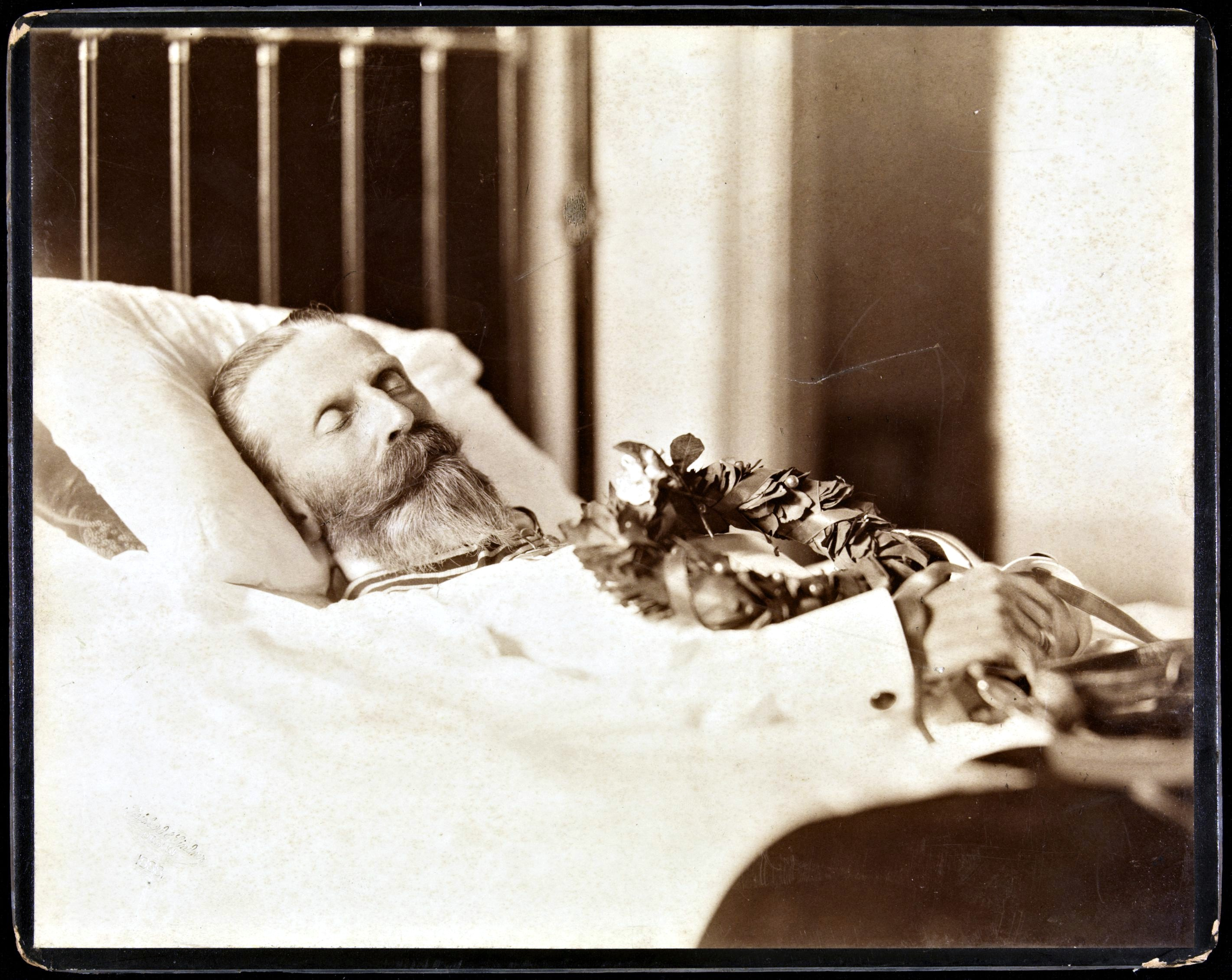
Frederico no seu leito de morte em 16 de junho de 1888.

Mesmo com sua doença, Frederico fez seu melhor para realizar suas obrigações como imperador. Imediatamente depois do anúncio de sua ascensão, ele retirou a fita e estrela da Ordem da Águia Negra de seu casaco e as colocou no vestido de sua esposa; ele estava determinado a honrar a posição dela como imperatriz. Como imperador, ele oficialmente recebeu a rainha Vitória do Reino Unido e o rei Óscar II da Suécia e Noruega, também comparecendo ao casamento de seu filho Henrique com a princesa Irene de Hesse e Reno. Entretanto, Frederico reinou por apenas 99 dias e não conseguiu deixar uma mudança duradoura. Um édito que ele rascunhou antes de ascender ao trono, que limitaria os poderes do chanceler e monarca sob uma constituição, nunca foi colocado em vigor, apesar de ter forçado Robert von Puttkamer a renunciar em 8 de junho como ministro do interior prussiano quando evidências mostraram que ele havia interferido nas eleições. O dr. Mackenzie escreveu que o imperador tinha "um sentimento quase esmagador dos deveres de seu cargo". Em uma carta para Francis Napier, 10.º Barão Napier, a imperatriz Vitória escreveu que "O Imperador consegue participar de seus negócios e realizar muito, mas não poder falar é, claro, o mais fatigante". Frederico tinha o fervor mas não o tempo para alcançar seus desejos, lamentando em maio de 1888: "Não posso morrer […] O que pode acontecer à Alemanha?"
Frederico III morreu em Potsdam no dia 15 de junho de 1888, sendo sucedido por seu filho de 29 anos Guilherme II. Ele foi enterrado em um mausoléu ligado à Igreja da Paz em Potsdam. William Ewart Gladstone o descreveu em sua morte como o "Barbarossa do liberalismo alemão". A imperatriz Vitória continuou a espalhar os pensamentos e ideais de Frederico pela Alemanha, porém não tinha mais poder dentro do governo.

## Legado

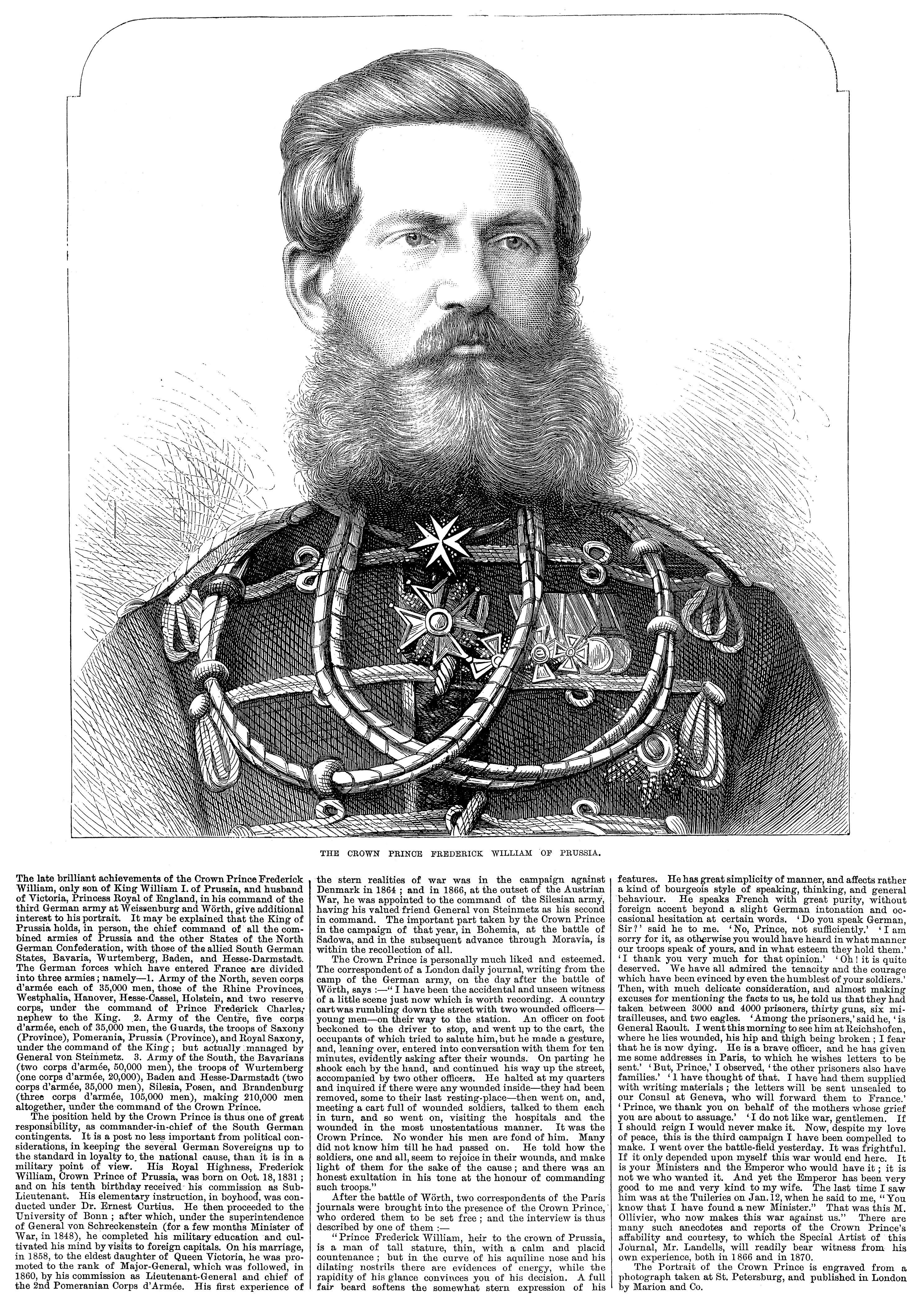
Edição de 20 de agosto de 1870 do The Illustrated London News celebrando as realizações de Frederico na Guerra Franco-Prussiana.

Frederico acreditava que o estado não deveria agir contra a opinião popular de seus habitantes. Ele tinha um longo histórico de liberalismo e discutia suas ideias e intenções com Vitória e outros antes de seu reinado. Admirando o príncipe Alberto de Saxe-Coburgo-Gota e o sistema parlamentarista britânico, o casal planejava governar como consortes e liberalizar a Alemanha através da nomeação de ministros mais liberais. Eles planejavam limitar em muito o cargo de chanceler e reorganizar a Alemanha para incluir muitos elementos do liberalismo britânico. Vários historiadores, como William Harbutt Dawson e Erich Eyck, consideram a morte prematura de Frederico como o fim do desenvolvimento do liberalismo dentro do Império Alemão. Eles acreditam que com um reinado maior e uma melhor saúde, Frederico poderia realmente ter transformado o império em um país mais democrata liberal e impedido seu caminho militarista em direção da guerra. O dr. J. McCullough afirma que Frederico teria impedido a Primeira Guerra Mundial — e por extensão a República de Weimar — enquanto outros historiadores como Michael Balfour vão além, postulando que, como o final da Primeira Guerra afetou diretamente o estado de desenvolvimento do mundo, um imperador alemão liberal poderia também ter evitado a Segunda Guerra Mundial. O autor Michael Freund afirma que as duas guerras teriam sido evitadas caso Frederico tivesse vivido por mais tempo. A vida de Frederico levou o historiador Frank Tipton a especular: "O que teria acontecido caso [Frederico III] tivesse morrido antes ou tido ele mesmo uma vida mais longa?".

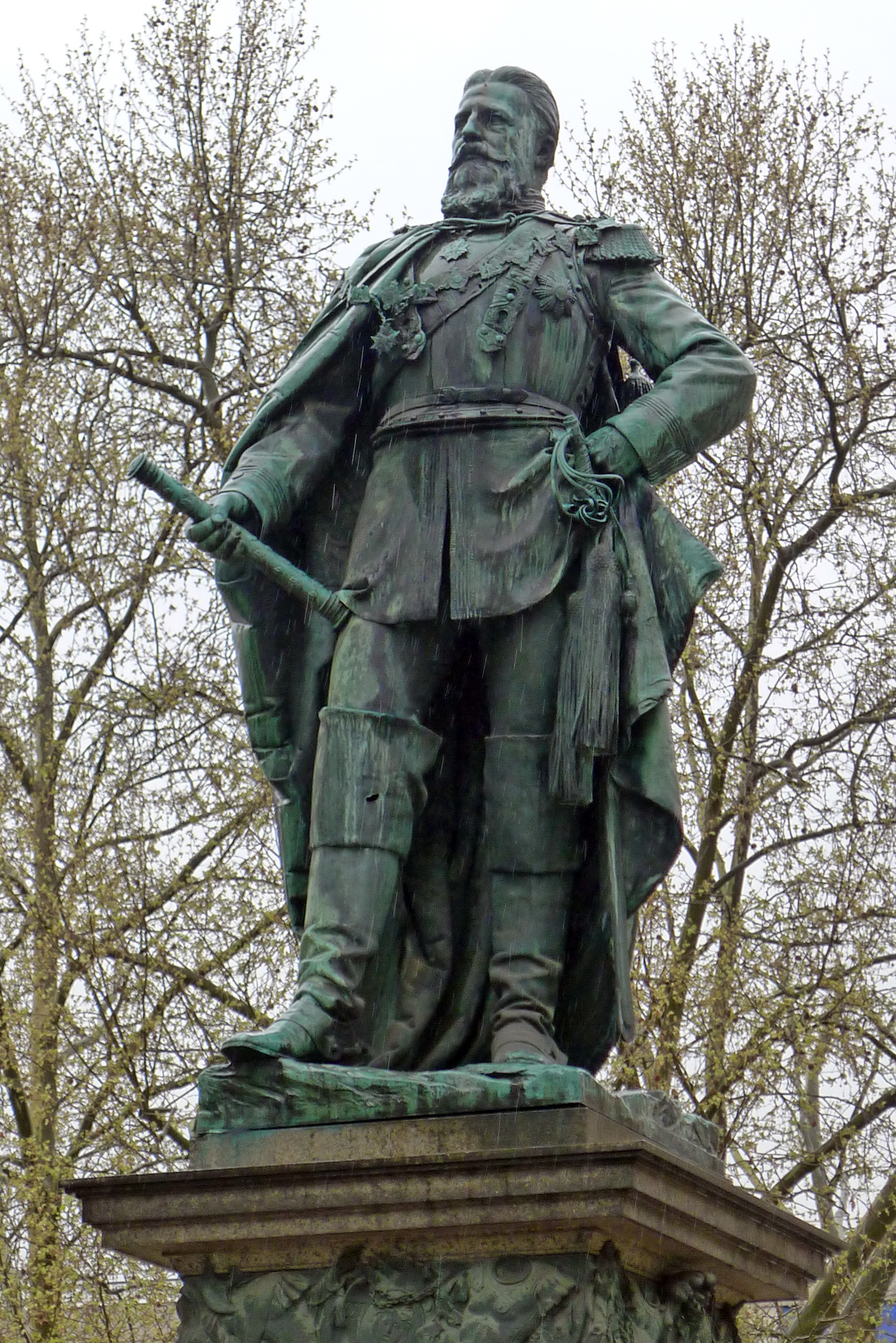
Estátua de Frederico em Wiesbaden.

Outros historiadores, como Wilhelm Mommsen e Arthur Rosenberg, se opõem à ideia de que Frederico poderia, ou até teria conseguido, liberalizar a Alemanha. Eles acreditam que o imperador não ousaria se opor a Guilherme e Bismarck para mudar o curso do país; como soldado, Frederico estava mergulhado na forte tradição militar de sua família e tinha alegremente se reportado ao pai desde que entrou no exército aos dez anos de idade. Andreas Dorpalen salienta que ele havia seguido a maioria das políticas de Guilherme e Bismarck no início de sua vida e era improvável que mudasse seu comportamento. De acordo com Rosenberg, apesar de suas tendências liberais, Frederico ainda firmemente acreditava no sistema de Bismarck, com Dorpalen complementando que de qualquer maneira ele tinha uma personalidade muito fraca e ineficaz para realmente levar a alguma mudança, não importando a duração de seu reinado. James J. Sheehan afirma que o clima político e o sistema partidário da Alemanha durante o período estavam ainda muito presos no passado para Frederico superá-los com a liberalização. Dorpalen também comenta que a pessoa liberal de Frederico pode ter sido exagerada após sua morte a fim de manter o movimento liberal alemão forte, salientando que muitos dos erros cometidos por Guilherme II ajudaram a representar seu pai de maneira mais favorável.
Os filhos de Frederico — particularmente Guilherme — tiveram vários cargos políticos e muito influenciaram a Europa. Diferentemente de seu pai, Guilherme nunca experimentou pessoalmente os horrores da guerra e abraçou com entusiasmo a herança militar da família, caindo sob a tutela de Bismarck. O chanceler desaprovava os pensamentos liberais de Frederico e Vitória, sentindo-se compelido a aumentar as tensões entre os pais e o filho. Ele acabou desenvolvendo um grande desdém pelas opiniões deles acerca de governo, proclamando pouco depois da morte de Frederico que seguiria o mesmo caminho que seu avô. Ele nunca fez referência ao pai. Guilherme II abandonou todas as ideias e políticas de Frederico, acabando por levar a Alemanha para a Primeira Guerra Mundial.
O plano de Bismarck para minar Frederico e Vitória e usar Guilherme II como ferramenta para manter seu próprio poder acabou levando à sua queda. Como acabou sendo mostrado, Guilherme partilhava a visão de seu pai de que o cargo de chanceler era muito forte e deveria ser modificado em favor de um imperador mais poderoso. Quando Bismarck percebeu que seria dispensado:
| “ | Todos os recursos de Bismarck foram empregados; ele até pediu para a Imperatriz Vitória usar sua influência com o filho a seu favor. Porém o mago perdeu sua magia; seus feitiços não tinham poder porque foram exercidos em pessoas que não os respeitavam, e ele que tão notavelmente desconsiderou o comando de Kant para usar as pessoas como fins por conta própria teve um estoque muito pequeno de lealdade para recorrer. Como Lorde Salisbury disse à Rainha Vitória: 'As qualidades que Bismarck fomentou no Imperador para poder se fortalecer quando o Imperador Frederico chegasse ao trono foram as mesmas pelas quais ele foi derrubado'. A Imperatriz, com o que deve ter sido uma mistura de pena e triunfo, lhe disse que sua influência junto ao filho não poderia salvá-lo por ele mesmo se ter destruído. | ” |

## Títulos, estilos e brasões

### Títulos e estilos
- 18 de outubro de 1831 – 2 de janeiro de 1861: "Sua Alteza Real, o príncipe Frederico Guilherme da Prússia"[84]
- 2 de janeiro de 1861 – 18 de janeiro de 1871: "Sua Alteza Real, o Príncipe Herdeiro da Prússia"[84]
- 18 de janeiro de 1871 – 9 de março de 1888: "Sua Alteza Imperial e Real, o Príncipe Herdeiro Alemão, Príncipe Herdeiro da Prússia"[84]
- 9 de março de 1888 – 15 de junho de 1888: "Sua Majestade Imperial e Real, o Imperador Alemão, Rei da Prússia".[84]

O título completo de Frederico como imperador refletia a expansão geográfica e diversidade de suas terras. Ele era: "Frederico III, pela Graça de Deus, Imperador Alemão e Rei da Prússia; Marquês de Brandemburgo, Burgrave e Nuremberga; Conde de Hohenzollern; soberano e supremo Duque da Silésia e o Conde de Kłodzko; Grão-Duque do Baixo Reno e de Poznań; Duque da Saxônia, de Vestfália, de Angria, da Pomerânia, Luneburgo, Holstein-Schleswig, de Magdeburgo, de Bremem, de Gueldres, Cleves, Jülich e Berg; Duque dos Vendos e dos Cassubianos, de Krosno, Lauemburgo e Mecklemburgo; Landegrave de Hesse e Turíngia; Marquês da Alta e Baixa Lusácia; Príncipe de Orange; Príncipe de Rügen, da Frísia Oriental, de Paderborn e Pyrmont, de Halberstadt, Münster, Minden, Osnabruque, Hildesheim, de Verden, Cammin, Fulda, Nassau e Moers; Conde de Henneberg; Conde da Marca, de Ravensberg, de Hohenstein, Tecklemburgo e Lingen, de Mansfeld, Sigmaringen e Veringen; Lorde de Frankfurt".

### Brasões
| Brasão de Frederico III como Imperador Alemão | Brasão de Frederico III como Rei da Prússia |

## Descendência

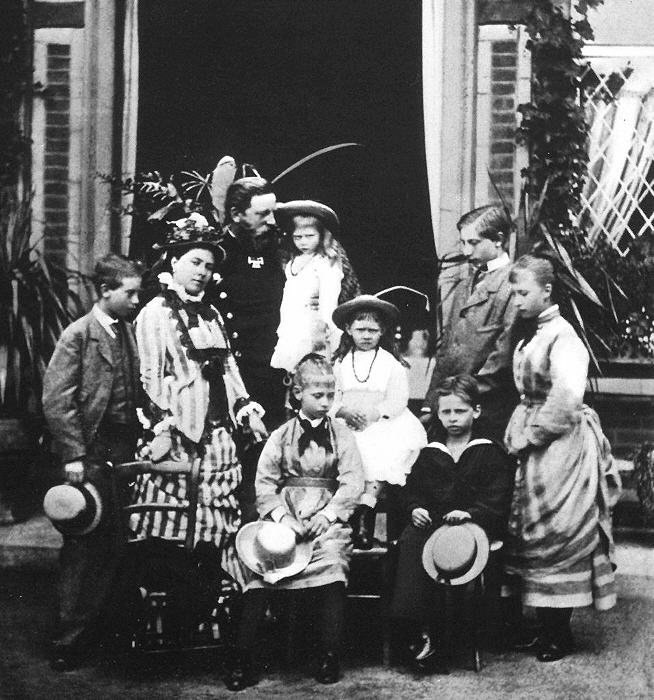
A família de Frederico e Vitória em 1875. Da esquerda para a direita: Henrique, Vitória, Frederico com Margarida, princesa Vitória, Sofia, Valdemar, Guilherme e Carlota.

| Imagem | Nome                     | Nascimento              | Morte                  | Notas |
| ------ | ------------------------ | ----------------------- | ---------------------- | --- |
|        | Guilherme II da Alemanha | 27 de janeiro de 1859   | 4 de junho de 1941     | Casou-se com Augusta Vitória de Schleswig-Holstein em 1881, com descendência. Casou-se com Hermínia Reuss de Greiz em 1922, sem descendência. |
|        | Carlota da Prússia       | 24 de julho de 1860     | 1 de outubro de 1919   | Casou-se com Bernardo III de Saxe-Meiningen em 1878, com descendência.                                                                        |
|        | Henrique da Prússia      | 14 de agosto de 1862    | 20 de abril de 1929    | Casou-se com Irene de Hesse e Reno em 1888, com descendência.                                                                                 |
|        | Segismundo da Prússia    | 15 de setembro de 1864  | 18 de junho de 1866    | Morreu de meningite com 21 meses. |
|        | Vitória da Prússia       | 12 de abril de 1866     | 13 de novembro de 1929 | Casou-se com Adolfo de Schaumburg-Lippe em 1890, sem descendência. Casou-se com Alexander Zoubkov em 1827, sem descendência.                  |
|        | Valdemar da Prússia      | 10 de fevereiro de 1868 | 27 de março de 1879    | Morreu de difteria aos onze anos. |
|        | Sofia da Prússia         | 14 de junho de 1870     | 13 de janeiro de 1932  | Casou-se com Constantino I da Grécia em 1889, com descendência.                                                                               |
|        | Margarida da Prússia     | 22 de abril de 1872     | 22 de janeiro de 1954  | Casou-se com Frederico Carlos de Hesse em 1893, com descendência.                                                                             |